# Etheostoma moorei
Etheostoma moorei är en fiskart som beskrevs av Edward C. Raney och Suttkus, 1964. Etheostoma moorei ingår i släktet Etheostoma och familjen abborrfiskar. IUCN kategoriserar arten globalt som sårbar. Inga underarter finns listade i Catalogue of Life.